# Where Is the Line?
Where Is the Line? is een lied van de IJslandse zangeres Björk van haar vijfde studioalbum Medúlla. Het was bedoeld als vierde single van het album maar is nooit uitgebracht. Wel is er een video voor gemaakt. De reden dat het niet tot een release kwam is waarschijnlijk dat het label van Björk wilde stoppen met het promoten van Medúlla om de volgende CD van Björk, de soundtrack voor Drawing Restraint 9 in promotie te brengen.
Eigenlijk was de single bedoeld uit te komen in augustus 2005.